# Ancha
Ancha (θ Aquarii / θ Aqr / 43 Aquarii), es una estrella en la constelación de Acuario situada a 191 años luz del sistema solar.

## Nombre
El término Ancha, «cadera» en el latín medieval, tiene su origen en la posición que la estrella ocupaba en la figura de Acuario, el portador del agua; sin embargo, en la mayor parte de los atlas modernos aparece situada en el cinturón delante de la figura.
Por otra parte, según algunos autores, en la antigua China recibía el nombre de Lei, «la lágrima».

## Características
Ancha es una gigante amarilla de tipo espectral G8III con una temperatura efectiva de 4909 K.
Tiene un diámetro 15,4 veces más grande que el del Sol, cifra calculada a partir de la medida directa de su diámetro angular —1,85 milisegundos de arco—.
De magnitud aparente +4,17, su luminosidad es 83 veces mayor que la luminosidad solar.
Ancha tiene una metalicidad algo mayor que la del Sol ([Fe/H] = +0,10), siendo su abundancia relativa de hierro un 25% mayor que la de éste.
Gira sobre sí misma con una velocidad de rotación proyectada de 3,94 km/s.
Tiene una masa estimada de 2,8 masas solares y parece tener una edad comprendida entre 440 y 580 millones de años.